# Potentilla spodiochlora
Potentilla spodiochlora es una especie de planta del género Potentilla, perteneciente a la familia Rosaceae.

## Taxonomía
Potentilla spodiochlora fue descrita por Jiří Soják en 1966.

## Distribución
Se encuentra en el territorio del Himalaya oriental y Nepal.